# Donji Bogićevci
Donji Bogićevci is een plaats in de gemeente Dragalić in de Kroatische provincie Brod-Posavina. De plaats telt 76 inwoners (2001).